# Mina Amann
Mina Amann (* 31. Dezember 1893 in Hamburg-Bergedorf; † 13. September 1966 in Hamburg) war eine deutsche Gewerkschafterin und Politikerin (CDU).

## Leben
Mina Amann wuchs in einem evangelischen Arbeitermilieu auf. Ihr Vater war Brauer. Sie besuchte die Volksschule und lernte anschließend Damenschneider. Bereits früh trat sie in den Gewerkverein der Heimarbeiterinnen ein und wechselte 1919 zum Verband der christlichen Arbeitnehmer des Bekleidungsgewerbes, in dem sie Bezirksleiterin wurde. 1925 wurde sie Leiterin des Frauensekretariats in Berlin und Chefredakteurin der Gewerkschaftszeitung Frauenblatt der christlichen Gewerkschaften. Sie war Mitglied im Reichswirtschaftsrat und Vorsitzende des Reichsverbands weiblicher Hausangestellter.
Nach der Zerschlagung der Gewerkschaften war Mina Amann im Widerstand gegen den Nationalsozialismus tätig. Sie engagierte sich als Mitinhaberin im Zigarren- und Tabakhandel von Albert Voß in Berlin-Mitte, der gleichzeitig dem Schmuggel von Hilfsgütern und zum Austausch von Informationen diente. Dabei arbeitete sie unter anderem mit Elfriede Kaiser-Nebgen zusammen. Das Ladengeschäft, das sie weitestgehend selbstständig leitete, entwickelte sich in der Folgezeit zu einem gewerkschaftlichen Treffpunkt, der auch zur Kontaktaufnahme mit abgetauchten Gewerkschaftsmitgliedern diente. Nach dem gescheiterten Attentat vom 20. Juli 1944 gab sie Fluchthilfe für in die Pläne eingeweihte Gewerkschafter. Unter anderem versteckte sie Jakob Kaiser im Keller des Ladens und verschaffte ihm zunächst eine Wohnung in Berlin-Tempelhof und unterstützte ihn mit Lebensmitteln, als er in Babelsberg unterkam.
Nach dem Zweiten Weltkrieg beteiligte sich Amann am Wiederaufbau der Gewerkschaften.  Sie gehörte dem 30-köpfigen Gründungsvorstand des Freien Deutschen Gewerkschaftsbunds an. Zudem war sie Mitbegründerin der CDU in Berlin und gehörte dort dem Landesvorstand an. Von 1948 bis 1960 war sie Geschäftsführerin des Adam-Stegerwald-Hauses der Sozialausschüsse der CDU in Königswinter. Bis zu ihrem Tod war sie Mitglied im Bundesvorstand des CDU-Sozialausschusses.

## Ehrungen
- 1953: Verdienstkreuz (Steckkreuz) der Bundesrepublik Deutschland